# Прокоф'єв Георгій Євгенович
Георгій Євгенович (Євгенійович) Прокоф'єв (1895, Київ — розстріляний 14 серпня 1937, місто Москва, Російська Федерація) — радянський діяч ЧК-НКВД, комісар державної безпеки 1 рангу (26.11.1935). Член Президії Центральної контрольної комісії ВКП(б) у 1932—1934 роках. Член Комісії радянського контролю при РНК СРСР у 1934—1937 роках.

## Біографія
Народився в родині дрібного чиновника. Закінчив Київську гімназію, перший курс Комерційного інституту, потім — юридичний факультет Київського університету.
З 1915 брав участь у революційному русі. З липня 1916 по березень 1919 року — анархо-комуніст, належав до групи Рощина. У 1917 році брав участь у революційних подіях в Києві. З лютого по серпень 1917 року — член виконавчого комітету вищих навчальних закладів міста Києва. З серпня по жовтень 1917 року — член трійки «із ліквідації корніловщини» в Києві. У жовтні 1917 — лютому 1918 року — виборний комісар Старокиївської районної міліції.
З лютого 1918 по лютий 1919 року перебував на підпільній роботі в групі Рощина в містах Києві, Харкові та Умані.
У лютому — квітні 1919 року — комісар декількох департаментів Міністерства торгівлі і промисловості Української Народної Республіки (УНР).
У квітні 1919 — 1920 року — начальник політпросвітвідділу 12-ї армії РСЧА, в 1920 році — начальник польового політичного відділу Першої кінної армії РСЧА в Києві, Новозибкові та Конотопі.
Член РКП(б) з грудня 1919 року.
Після демобілізації, з липня по вересень 1920 року працював заступником завідувача Дорпрофсожа і політичного відділу Московсько-Курської залізниці.
У вересні 1920 року за рекомендацією Ф. Е. Дзержинського прийнятий на роботу у Всеросійську налдзвичайну комісію (ВНК). З вересня 1920 року — помічник начальника закордонних частини Особливого відділу (ОВ) ВНК.
З 10 лютого по 2 грудня 1921 року — уповноважений 6-го і 12-го спецвідділення іноземного відділу ВНК, одночасно з 9 травня по 24 грудня 1921 року — помічник начальника 15-го спецвідділення ОВ ВНК.
З 2 грудня 1921 року — заступник начальника закордонної частини іноземного відділу ВНК-ДПУ. З 1 липня 1922 по 4 лютого 1924 року — помічник начальника іноземного відділу ДПУ. З 2 листопада по 1 грудня 1922 року одночасно — помічник начальника Особливого бюро при Секретно-оперативному управлінні ДПУ з адміністративної висилки антирадянських елементів інтелігенції.
З 4 лютого 1924 по 15 липня 1926 року — начальник Інформаційного відділу (ІНФО) ОДПУ СРСР. Одночасно з 28 липня по 1 листопада 1925 року — тимчасовий начальник відділу ПК (політичного контролю) ОДПУ (з листопада 1925 відділ ПК був об'єднаний з відділом ІНФО).
З 17 лютого 1926 по 6 серпня 1931 року — начальником ЕКУ (економічного управління) ОДПУ.
З 25 жовтня 1929 року — 2-й член Колегії ОДПУ. Одночасно з 13 листопада 1930 по 18 серпня 1931 року — член Президії ВРНГ СРСР і уповноважений СТО СРСР по Автобуду в  Нижньому Новгороді, а з 1 квітня 1931 року — начальник Управління Біломорбуду НКПС СРСР.
З 6 серпня по 25 жовтня 1931 року — начальник Особливого відділу ОДПУ.
З 16 жовтня 1931 по листопад 1932 року — заступник народного комісара робітничо-селянської інспекції СРСР.
З 17 листопада 1932 по 10 липня 1934 року — заступник голови ОДПУ СРСР, одночасно з 27 грудня 1932 по 4 січня 1934 року — начальник Головного управління робітничо-селянської міліції ОДПУ СРСР. Крім того, з 16 січня 1933 року — член Комісії ЦК ВКП(б) з політичних (судових) справ; з березня 1934 року — керівник групи кольорових металів Комісії радянського контролю при РНК СРСР.
10 липня 1934 Постановою ЦВК СРСР був утворений НКВС СРСР. Г. Є. Прокоф'єв призначений заступником народного комісара внутрішніх справ СРСР, а з 7 вересня 1934 року за сумісництвом — Уповноважений НКВС СРСР при РНК РРФСР і голова товариства «Динамо».
29 вересня 1936 року звільнений з посад в НКВС і призначений заступником, а з 2 жовтня 1936 по 5 квітня 1937 року — 1-м заступником народного комісара зв'язку СРСР.
23 січня 1937 виведений з Комісії ЦК ВКП(б) з політичних (судових) справ. 20 лютого 1937 переведений в запас  ГУГБ НКВД.
5 квітня 1937 знятий з роботи, 11 квітня 1937 року заарештований за звинуваченням в участі в антирадянській змові в НКВД і в підготовці теракту проти М. І. Єжова. 15 червня 1937 року позбавлений державних нагород.
14 серпня 1937 засуджений Воєнною колегією Верховного суду СРСР до страти і того ж дня розстріляний. Не реабілітований.

## Нагороди
- орден Червоного Прапора (3.04.1930)
- знак «Почесний працівник ВНК—ДПУ» (1923)
- знак «Почесний працівник ВНК—ДПУ» (20.12.1932)
- знак «Почесний працівник РСМ» (1.04.1933)